# Chlorophytum filifolium
Chlorophytum filifolium är en sparrisväxtart som beskrevs av Inger Nordal och Mats Thulin. Chlorophytum filifolium ingår i släktet ampelliljor, och familjen sparrisväxter. Inga underarter finns listade i Catalogue of Life.